# Consejería de Fomento, Vivienda, Ordenación del Territorio y Turismo de la Junta de Extremadura
La Consejería de Fomento, Vivienda, Ordenación del Territorio y Turismo es una consejería que forma parte de la Junta de Extremadura. Su actual consejero y máximo responsable es Víctor Gerardo del Moral Agúndez. Esta consejería aúna las competencias autonómicas en materia de infraestructuras viarias, transportes, agua e infraestructuras hidráulicas, vivienda, urbanismo y ordenación del territorio y turismo.
Tiene su sede en la Avenida de las Comunidades de la capital extremeña, dentro del proyecto urbanístico de Mérida III Milenio.

## Estructura Orgánica
- Secretaría General
  - Servicio de Gestión Económica y Presupuestaria
  - Servicio de Contratación
  - Servicio de Bienes Inmuebles y Expropiaciones
  - Servicio de Administración General
  - Servicio de Régimen Jurídico
  - Servicio de Planificación
  - Servicio Territorial de Badajoz
  - Servicio Territorial de Cáceres
- Dirección General de Carreteras y Obras Hidráulicas
  - Servicio de Infraestructuras Viarias
  - Servicio del Agua e Infraestructuras Hidráulicas
- Dirección General de Transporte, Ordenación del Territorio y Urbanismo
  - Servicio de Urbanismo
  - Servicio de Ordenación del Territorio
  - Servicio de Transportes
  - Servicio de Inspección Técnica de Vehículos (ITV)
- Dirección General de Arquitectura y Vivienda
  - Servicio de Viviendas de Promoción Pública
  - Servicio de Planificación y Gestión de Ayudas de Vivienda
  - Servicio de Proyectos y Obras
  - Servicio de Coordinación de Ayudas
  - Servicio de Arquitectura y Control de Calidad
- Dirección General de Turismo
  - Servicio de Empresas y Actividades Turísticas
  - Servicio de Promoción del Turismo

## Lista de consejeros de Obras Públicas
- Juan Serna Martín (1983-1986)
- Eugenio Álvarez Gómez (1986-1995)
- Javier Corominas Rivera (1995-1999)
- Eduardo Alvarado Corrales (1999-2003)
- María Antonia Trujillo Rincón (2003-2004)
- Leonor Martínez-Pereda Soto (2004-2005)
- Luis Millán Vázquez de Miguel (2005-2007)
- José Luis Quintana Álvarez (2007-2011)
- Víctor Gerardo del Moral Agúndez (2011-Actualidad)